# Persone di nome Sergej/Calciatori
| Questa pagina contiene informazioni ricavate automaticamente dalle voci biografiche con l'ausilio del template Bio e di un bot. L'aggiornamento è periodico e automatico e ricostruisce completamente la pagina. Se manca una persona in questa lista, sei pregato di non aggiungerla, ma accertati piuttosto che la sua voce biografica contenga il template Bio e che i dati anagrafici siano correttamente compilati. Se il template Bio manca, inseriscilo tu stesso o, in alternativa, metti l'avviso {{tmp\|Bio}} che ne segnala la mancanza. Se i dati riportati sono sbagliati, correggi direttamente la voce biografica; le modifiche saranno visibili in questa lista entro pochi giorni. Per chiarimenti vedi il progetto antroponimi. La lista contiene solo le 58 persone che sono citate nell'enciclopedia e per le quali è stato implementato correttamente il template Bio. Pagina aggiornata al 16 ott 2024. |

Questa è una lista di persone presenti nell'enciclopedia che hanno il nome Sergej e sono calciatori.

## A(1)
- Sergej Avagimjan, ex calciatore russo (Kaluga, n. 1989)

## B(5)
- Sergej Babkin, calciatore russo (Volgograd, n. 2002)
- Sergej Borodin, calciatore russo (Lazarevskoe, n. 1999)
- Sergej Božin, calciatore russo (Samara, n. 1994)
- Sergej Breev, ex calciatore russo (Naberežnye Čelny, n. 1987)
- Sergej Bryzgalov, calciatore russo (Pavlovo, n. 1992)

## D(3)
- Sergej Jur'evič Davydov, ex calciatore russo (n. 1979)
- Sergej Sergeevič Davydov, ex calciatore russo (n. 1985)
- Sergej Dmitriev, calciatore e allenatore di calcio sovietico (Leningrado, n. 1964 - † 2022)

## F(4)
- Sergej Filippenkov, calciatore e allenatore di calcio russo (Smolensk, n. 1971 - Penza, † 2015)
- Sergej Pavlovič Filippov, calciatore russo (San Pietroburgo, n. 1893 - Leningrado, † 1942)
- Sergej Aleksandrovič Filippov, ex calciatore russo (n. 1967)
- Sergej Fokin, ex calciatore russo (Ul'janovsk, n. 1961)

## G(1)
- Sergej Grišin, ex calciatore russo (Mosca, n. 1973)

## I(1)
- Sergej Ivanov, ex calciatore kirghiso (Biškek, n. 1980)

## K(6)
- Sergej Karetnik, calciatore russo (Lubny, n. 1995)
- Sergej Kolotovkin, ex calciatore e allenatore di calcio sovietico (Magnitogorsk, n. 1965)
- Sergej Kormil'cev, ex calciatore russo (Barnaul, n. 1974)
- Sergej Kotrikadze, calciatore sovietico (Chokhatauri, n. 1936 - Stoccolma, † 2011)
- Sergej Kozko, ex calciatore russo (Stavropol', n. 1975)
- Sergej Kuznecov, ex calciatore russo (Orël, n. 1986)

## M(5)
- Sergej Makarov, calciatore russo (Nekrasovka, n. 1996)
- Sergej Mamčur, calciatore russo (Dnipropetrovsk, n. 1972 - Mosca, † 1997)
- Sergej Mandreko, calciatore tagiko (Qurǧonteppa, n. 1971 - † 2022)
- Sergej Milinković-Savić, calciatore serbo (Lleida, n. 1995)
- Sergej Morozov, ex calciatore sovietico (Mariupol', n. 1961)

## N(2)
- Sergej Narubin, ex calciatore russo (Mosca, n. 1981)
- Sergej Nikulin, ex calciatore sovietico (Dušanbe, n. 1951)

## O(1)
- Sergej Ol'šanskij, ex calciatore sovietico (Mosca, n. 1948)

## P(6)
- Sergej Paršivljuk, ex calciatore russo (Mosca, n. 1989)
- Sergej Pes'jakov, calciatore russo (Ivanovo, n. 1988)
- Sergej Petrov, calciatore russo (Leningrado, n. 1991)
- Sergej Pinjaev, calciatore russo (Saratov, n. 2004)
- Sergej Prigoda, calciatore e allenatore di calcio sovietico (Mosca, n. 1957 - Växjö, † 2017)
- Sergej Prjachin, calciatore russo (Balakovo, n. 2002)

## R(4)
- Sergej Rodionov, ex calciatore e allenatore di calcio sovietico (Mosca, n. 1962)
- Sergej Romanov, calciatore russo (n. 1897 - † 1970)
- Sergej Rožkov, ex calciatore e allenatore di calcio sovietico (Mosca, n. 1943)
- Sergej Ryžikov, ex calciatore russo (Šebekino, n. 1980)

## S(8)
- Sergej Sal'nikov, calciatore e allenatore di calcio sovietico (Krasnodar, n. 1925 - Mosca, † 1984)
- Sergej Samodin, ex calciatore russo (Stavropol', n. 1985)
- Sergej Serčenkov, calciatore russo (Krasnodar, n. 1997)
- Sergej Slepov, calciatore russo (Ekaterinburg, n. 1999)
- Sergej Vadimovič Sokolov, ex calciatore russo (Stavropol', n. 1977)
- Sergej Aleksandrovič Solov'ëv, calciatore, allenatore di calcio e hockeista su ghiaccio sovietico (Sokol, n. 1915 - Mosca, † 1967)
- Sergej Strukov, ex calciatore russo (Volgograd, n. 1982)
- Sergej Sucharev, ex calciatore russo (Staryj Oskol, n. 1987)

## T(2)
- Sergej Tkačëv, calciatore russo (Bogučar, n. 1989)
- Sergej Terechov, calciatore russo (Brjansk, n. 1990)

## V(3)
- Sergej Nekrasov, ex calciatore russo (Mosca, n. 1973)
- Sergej Volkov, ex calciatore russo (Kaluga, n. 1980)
- Sergej Volkov, calciatore russo (Čita, n. 2002)

## Č(1)
- Sergej Čepčugov, ex calciatore russo (Krasnojarsk, n. 1985)

## Š(5)
- Sergej Šavlo, ex calciatore russo (Nikopol, n. 1956)
- Sergej Švecov, ex calciatore sovietico (Kutaisi, n. 1960)
- Sergej Šapošnikov, calciatore e allenatore di calcio sovietico (Pietrogrado, n. 1923 - Mosca, † 2021)
- Sergej Šustikov, calciatore e allenatore di calcio russo (Mosca, n. 1970 - Mosca, † 2016)
- Sergej Šustikov, calciatore russo (Mosca, n. 1989)